# Mareil-en-France
Mareil-en-France és un municipi francès, situat al departament de Val-d'Oise i a la regió d'Illa de França. L'any 2007 tenia 609 habitants.
Forma part del cantó de Fosses, del districte de Sarcelles i de la Comunitat de comunes Carnelle Pays-de-France.

## Demografia

### Població
El 2007 la població de fet de Mareil-en-France era de 609 persones. Hi havia 220 famílies, de les quals 43 eren unipersonals (7 homes vivint sols i 36 dones vivint soles), 65 parelles sense fills, 87 parelles amb fills i 25 famílies monoparentals amb fills.
La població ha evolucionat segons el següent gràfic:
Habitants censats

### Habitatges
El 2007 hi havia 237 habitatges, 223 eren l'habitatge principal de la família, 2 eren segones residències i 13 estaven desocupats. 190 eren cases i 47 eren apartaments. Dels 223 habitatges principals, 158 estaven ocupats pels seus propietaris, 59 estaven llogats i ocupats pels llogaters i 6 estaven cedits a títol gratuït; 9 tenien una cambra, 24 en tenien dues, 19 en tenien tres, 45 en tenien quatre i 125 en tenien cinc o més. 190 habitatges disposaven pel capbaix d'una plaça de pàrquing. A 92 habitatges hi havia un automòbil i a 121 n'hi havia dos o més.

### Piràmide de població
La piràmide de població per edats i sexe el 2009 era:
| Homes | Edats   | Dones |
| ----- | ------- | ----- |
| 0     | 95 o +  | 0     |
| 0     | 90 a 94 | 0     |
| 4     | 85 a 89 | 4     |
| 0     | 80 a 84 | 0     |
| 12    | 75 a 79 | 20    |
| 0     | 70 a 74 | 4     |
| 12    | 65 a 69 | 8     |
| 12    | 60 a 64 | 20    |
| 20    | 55 a 59 | 16    |
| 16    | 50 a 54 | 28    |
| 20    | 45 a 49 | 12    |
| 24    | 40 a 44 | 28    |
| 12    | 35 a 39 | 20    |
| 4     | 30 a 34 | 8     |
| 20    | 25 a 29 | 24    |
| 16    | 20 a 24 | 16    |
| 12    | 15 a 19 | 20    |
| 12    | 10 a 14 | 8     |
| 8     | 5 a 9   | 16    |
| 20    | 0 a 4   | 12    |

## Economia
El 2007 la població en edat de treballar era de 404 persones, 328 eren actives i 76 eren inactives. De les 328 persones actives 308 estaven ocupades (154 homes i 154 dones) i 20 estaven aturades (10 homes i 10 dones). De les 76 persones inactives 26 estaven jubilades, 32 estaven estudiant i 18 estaven classificades com a «altres inactius».

### Ingressos
El 2009 a Mareil-en-France hi havia 244 unitats fiscals que integraven 659 persones, la mediana anual d'ingressos fiscals per persona era de 24.686 €.

### Activitats econòmiques
Dels 23 establiments que hi havia el 2007, 1 era d'una empresa de fabricació d'altres productes industrials, 5 d'empreses de construcció, 7 d'empreses de comerç i reparació d'automòbils, 1 d'una empresa de transport, 1 d'una empresa immobiliària, 7 d'empreses de serveis i 1 d'una empresa classificada com a «altres activitats de serveis».
Dels 5 establiments de servei als particulars que hi havia el 2009, 1 era una oficina de correu, 1 paleta, 2 guixaires pintors i 1 perruqueria.

## Equipaments sanitaris i escolars
El 2009 hi havia una escola elemental.

## Poblacions més properes
El següent diagrama mostra les poblacions més properes.